# Dorvillea kastjani
Dorvillea kastjani är en ringmaskart som beskrevs av Tsetlin 1980. Dorvillea kastjani ingår i släktet Dorvillea och familjen Dorvilleidae. Inga underarter finns listade i Catalogue of Life.